# Fusion Drive
Fusion Drive is een data-opslagtechniek ontwikkeld door Apple Inc. Het was aangekondigd als onderdeel van een Apple-evenement op 23 oktober 2012.
De technologie combineert een harde schijf met 128 GB NAND of groter flashgeheugen (solid state drive) en toont dit als één logisch volume met de ruimte van beide schijven gecombineerd. Het besturingssysteem beheert de inhoud automatisch waardoor de meest gebruikte bestanden, applicaties en data op de snellere flashgeheugen komt te staan, terwijl minder gebruikte data verplaatst wordt naar - of blijft staan op - de harde schijf. Voorbeeld: als men vaak tekstverwerkingssoftware gebruikt, dan zal de software naar de flash-opslag verplaatst worden voor snellere toegang. 
Fusion Drive is beschikbaar voor iMacs en Mac Mini's die zijn gebouwd vanaf eind 2012:
- De iMac heeft ondersteuning voor een harde schijf van 1 of 3 TB en tot 768 GB flashgeheugen.
- De Mac Mini heeft ondersteuning voor een harde schijf van 1 TB, een Fusion Drive van 1 TB of een solid state drive van 256 GB.

Fusion Drive wordt ondersteund door OS X 10.8 Mountain Lion, of hoger.

## Specifieke problemen
Na het uitkomen van macOS 10.13 High Sierra bleek dat Macs met Fusion Drive-schijven nog niet overweg kunnen met het nieuwe APFS-bestandssysteem vanwege problemen met de stabiliteit.